# Angeliki Tefani
Angeliki Tefani (8 de junho de 1982) é uma ex-futebolista grega que atuava como atacante.

## Carreira
Angeliki Tefani representou a Seleção Grega de Futebol Feminino, nas Olimpíadas de 2004. 